# Mario Party 7
Mario Party 7 (マリオパーティ7, Mario Pāti Sebun) é um jogo eletrônico desenvolvido pela Hudson Soft e publicado pela Nintendo para o Nintendo GameCube no fim de 2005 nos EUA e no Japão e em 2006 no resto do mundo. Foi o 9 jogo da franquia a ser lançado (contando com os jogos lançados para o GameBoy Advance) e o ultimo jogo da franquia a ser lançado para o GameCube.
O jogo conta com 12 personagens jogáveis sendo 2 novos e mais de 80 mini games.

## Jogabilidade
O objetivo de Mario Party 7 é reunir o maximo de estrelas que pode ser obtidas e ser o jogador com mais estrelas, mas cada tabuleiro tem suas diferenças. Pela primeira vez na série Mario Party, oito jogadores podem participar do Party Cruise ou do Deluxe Cruise (o equivalente para 8 jogadores do Mini-Game Cruise). Os jogadores são divididos em equipes de dois e são obrigados a compartilhar um controle, com o primeiro jogador usando o botão L e o Control Stick em minijogos, enquanto o segundo jogador usa o botão R e o C-stick.
Embora o modo Single Player não seja novidade na série Mario Party, como o jogo introduz isso acaba se destacando dos demais jogos da franquia. Um jogador compete contra outro (controlado pela CPU ou jogado por humanos), tentando completar o objetivo definido no tabuleiro antes dos outros personagens. Essas tarefas variam de tabuleiro a tabuleiro (como pegar um numero de estrelas ou moedas) Podem ser salvos até dez slots de personagens diferentes com frases diferentes. Depois que um jogador completa todos os seis tabuleiros, eles são adicionados à seção de classificação, onde são mostrados os jogadores que fizeram menos turnos para completá-los.
Existem 88 minijogos que estão no jogo foi o maior número da série até a chegada de Mario Party: The Top 100 (Nintendo 3DS) e Mario Party Superstars (Nintendo Switch). O Maior diferencial é que todos é a originalidade, não tendo nenhum mini game de jogos anteriores nessa versão (diferente dos outros jogos anteriores e posteriores que reutilizavam algum mini game) e a utilização do microfone (Nintendo GameCube Microphone) para alguns mini games. Existem nove tipos de minijogos no jogo:
- 18 mini games para 4 jogadores (sendo 5 mini games utilizam o microfone do console);
- 14 mini games 1 contra 3  (sendo 5 mini games utilizam o microfone do console);
- 12 mini games para 8 jogadores (tendo o seus controles um jogador usa o controle stick e L, e o outro jogador usa o stick C e R.)
- 12 mini games 2 contra 2;
- 5 mini games de Batalha;
- 12 mini games de Duelo;
- 6 mini games do Donkey Kong;
- 6 mini games do Bowser;
- 2 mini games Raros;
- 1 mini game de Chefe;

Os controles dos mini games variam desde pressionar um botão repetidamente até usar o stick de controle e vários botões. Existem minijogos extras que o jogador deve comprar no jogo para desbloquear.
Outra novidade neste jogo é "Bowser Time!". Este é um evento que ocorre apenas a cada cinco turnos durante uma partida Party Cruise. Após cada minijogo, o medidor na tela aumentará em 20% e quando o medidor estiver cheio, Bowser aparecerá e atrapalhará os jogadores dependendo de qual tabuleiro os personagens estão jogando no momento desde destruir pontes, alterar a localização das estrelas ou ate mesmo tirar estrelas dos jogadores. Em quase todos os tabuleiros, Bowser pode aparecer e tirar uma foto como "lembrança" das férias e levar as moedas dos jogadores. Outras vezes, ele pode abrir uma loja que vende aos jogadores itens inúteis e caros, que depois são levados por Koopa Kid. "Bowser Time!" pode ocorrer apenas uma vez ou até nove vezes, dependendo do número de turnos jogados.
Contudo este jogo removeu a capacidade de poder jogar sem nenhum tipo de humano controlando o personagens no Party mode. O jogo não permitirá que haja pelo menos de um jogador humano ativo em algum momento, a menos que seja usado algum tipo de trapaça .

## Historia
Enquanto caminhava, Mario encontra Toadsworth, que anuncia que está planejando um cruzeiro de luxo ao redor do mundo e convida Mario para acompanhá-lo. Empolgado com a notícia, Mário aceita o convite e decide divulgar a viagem. Por causa disso Bowser descobre e fica furioso por não ter sido convidado, então ele e seu companheiro, Koopa Kid, decide planejar uma vingança.
No Solo mode, o jogador avança em cada parada competindo com outro jogador para coletar estrelas em cada tabuleiro, com os vários locais visitados sendo Grand Canal, Pagoda Peak, Pyramid Park, Neon Heights e Windmillville. Quando o jogador vence todos os outros tabuleiros, Bowser convida o jogador para o último tabuleiro do jogo, "Bowser's Enchanted Inferno".
Em Bowser's Enchanted Inferno, Toadsworth diz aos jogadores que eles devem coletar uma estrela para enfrentar Bowser. Depois de coletar a estrela, o jogador se encontra com Bowser, e eles travam uma batalha em uma torre alta. O jogador eventualmente derrota Bowser, que acaba preso em uma pequena ilha junto com o Koopa Kid enquanto o jogador que derrotou Bowser zomba dele à distância.

## Recepção e Vendas
O jogo recebeu críticas "mistas" tendo nota 64 no Metacritic. A IGN deu nota 7/10 dando o destaque pros novos tabuleiros e mini games, porem diz que o jogo já esta bem entediante vendo que a formula base do jogo não mudou muito desde o primeiro. Porem a EuroGamer foi bem mais dura nas criticas, além de dar nota 3/10 pro jogo, criticou duramente o fato do jogo, criticou o Bowser Time considerando algo tedioso e se caso tenha algum dos outros jogos da franquia no console, que não é necessário comprar o jogo, e destaca na capa "Please, someone, make it stop" algo como "Por favor, alguém faça isso (sub entende Nintendo e Hudson Soft) parar".
O jogo vendeu ao redor do mundo quase 2.1 milhões de copias apesar de outras fontes contarem que o jogo vendeu "apenas" 1.86 milhão de copias.